# Зэбричень
Зэбричень (рум. Zăbriceni; Забричаны) — село в Единецком районе Молдавии. Является административным центром коммуны Зэбричень, включающей также село Онешты.

## География
Село расположено на высоте 213 метров над уровнем моря.

## Население
По данным переписи населения 2004 года, в селе Зэбричень проживает 1230 человек (536 мужчин, 694 женщины).
Этнический состав села:
| Национальность | Число жителей | Процентный состав |
| -------------- | ------------- | ----------------- |
| молдаване      | 1158          | 94.15             |
| украинцы       | 35            | 2.85              |
| румыны         | 23            | 1.87              |
| русские        | 10            | 0.81              |
| гагаузы        | 2             | 0.16              |
| прочие         | 2             | 0.16              |
| Всего          | 1230          | 100%              |